# Juegos Paralímpicos de Turín 2006
Los  Juegos Paralímpicos de Turín 2006 fueron los novenos Juegos Paralímpicos de Invierno y se celebraron en la ciudad de Turín, Italia, entre el 10 y el 19 de marzo de 2006. Estas fueron las primeras Paralimpiadas invernales celebradas en tierras italianas.

## Deportes
Los juegos consisten en 58 eventos en 4 deportes.
- Curling en silla de ruedas
- Esquí alpino
- Esquí nórdico
  -  Biatlón
  -  Esquí de fondo
- Hockey sobre hielo

## Sedes e instalaciones deportivas
- Sestriere : Esquí alpino
- Cesana Torinese : Esquí de fondo y Biatlón.
- Torino Palavela: Hockey sobre hielo.
- Pinerolo: Curling en silla de ruedas

## Países participantes
39 países participaron en estas competiciones.
| - Alemania (GER) - Andorra (AND) - Armenia (ARM) - Australia (AUS) - Austria (AUT) - Bélgica (BEL) - Bielorrusia (BLR) - Bulgaria (BUL) - Canadá (CAN) - Chile (CHI) - República Popular China (CHN) - Corea del Sur (KOR) - Croacia (CRO) | - Dinamarca (DEN) - Eslovaquia (SVK) - Eslovenia (SLO) - España (ESP) - Estados Unidos (USA) - Finlandia (FIN) - Francia (FRA) - Grecia (GRE) - Hungría (HUN) - Irán (IRI) - Italia (ITA) - Japón (JPN) - Kazajistán (KAZ) | - Letonia (LAT) - México (MEX) - Mongolia (MGL) - Noruega (NOR) - Nueva Zelanda (NZL) - Polonia (POL) - Reino Unido (GBR) - República Checa (CZE) - Rusia (RUS) - Sudáfrica (RSA) - Suecia (SWE) - Suiza (SUI) - Ucrania (UKR) |

## Desarrollo

### Calendario
| ● | Ceremonia de Apertura | ● | Competiciones | ● | Finales | ● | Ceremonia de Clausura |

| Marzo                      | 10 V | 11 S | 12 D | 13 L | 14 M | 15 X | 16 J | 17 V | 18 S | 19 D |
| -------------------------- | ---- | ---- | ---- | ---- | ---- | ---- | ---- | ---- | ---- | ---- |
| Esquí alpino               |      |      |      |      |      |      |      |      |      |      |
| Biatlón                    |      |      |      |      |      |      |      |      |      |      |
| Esquí de fondo             |      |      |      |      |      |      |      |      |      |      |
| Hockey sobre hielo         |      |      |      |      |      |      |      |      |      |      |
| Curling en silla de ruedas |      |      |      |      |      |      |      |      |      |      |
| Ceremonias                 | ●    |      |      |      |      |      |      |      |      | ●    |
| Marzo                      | 10 V | 11 S | 12 D | 13 L | 14 M | 15 X | 16 J | 17 V | 18 S | 19 D |

### Medallero
| Pos | País                 | Oro | Plata | Bronce | Total |
| --- | -------------------- | --- | ----- | ------ | ----- |
| 1   | Rusia (RUS)          | 13  | 13    | 7      | 33    |
| 2   | Alemania (GER)       | 8   | 5     | 5      | 18    |
| 3   | Ucrania (UKR)        | 7   | 9     | 9      | 25    |
| 4   | Francia (FRA)        | 7   | 2     | 6      | 15    |
| 5   | Estados Unidos (USA) | 7   | 2     | 3      | 12    |
| 6   | Canadá (CAN)         | 5   | 3     | 5      | 13    |
| 7   | Austria (AUT)        | 3   | 4     | 7      | 14    |
| 8   | Japón (JPN)          | 2   | 5     | 2      | 9     |
| 9   | Italia (ITA)         | 2   | 2     | 4      | 8     |
| 10  | Polonia (POL)        | 2   | 0     | 0      | 2     |